# Die Drachenkämpferin
Die Drachenkämpferin (Originaltitel Cronache del mondo emerso, zu deutsch Chroniken der aufgetauchten Welt) ist ursprünglich eine Roman-Trilogie von der italienischen Schriftstellerin Licia Troisi. Sie wurde 2015 um Le storie perdute, deutsch Nihals Vermächtnis erweitert.
Die drei Hauptbände tragen die Titel:
- Im Land des Windes
- Der Auftrag des Magiers
- Der Talisman der Macht

Die Trilogie wurde in Italien zwischen 2004 und 2005 von Mondadori veröffentlicht. In Deutschland erschienen sie zwischen 2006 und 2008 erstmals vom Verlag Randomhouse. Der Inhalt dreht sich hauptsächlich um einen Krieg, der die imaginäre Aufgetauchte Welt verwüstet, wobei sich die Hauptcharaktere zusammen mit dem Bund der Freien Länder gegen den bösen Zauberer, der anfangs nur als der Tyrann bekannt ist, schlagen.
In Le storie perdute (2015), deutsch Nihals Vermächtnis, erzählt ein Spielmann die Geschichte von Nihal und was sich nach dem dritten Band ereignete. Band 4 ist daher als ein Epilog der Trilogie zu sehen.

## Handlung
Das Buch spielt in einer Fantasywelt, die aus mehreren Ländern besteht: Land des Windes, Feuers, Wasser, Meeres, Felsen, der Tage, der Nacht und das große Land. Vor langer Zeit trennten sich einige Bewohner dieser „aufgetauchten“ Welt und bildeten die Untergetauchte Welt. Die Länder sind von Menschen, Elfen, Nymphen, Halbelfen, Gnomen, Drachen, Fammin (magisch erschaffene Wesen des Tyrannen) und ähnlichen fantastischen Gestalten besiedelt. Es besteht aus acht unterschiedlichen Reichen, deren Herrscher um die Vormacht ringen und sich für das Erreichen dieses Ziels auch der Schwarzen Magie bedienen. Eines Tages gelangt der Tyrann, ein einstiger Zauberer, mit Hilfe der verbotenen Magie an die Macht.

### Band 1: Im Land des Windes
Nihal, ein bemerkenswert kämpferisches Mädchen, lebt im Land des Windes, in der Stadt Salazar. Sie hat violette Augen, spitz zulaufende Ohren und blaues Haar, auffallend für einen Menschen. In der Stadt hat sie eine ganze Bande von Jungen, mit denen sie zusammen Mitbürger ärgert oder Krieg spielt. Eines Tages kommt ein Junge in die Stadt, um dieses berüchtigte Mädchen herauszufordern. Nihal sieht sich schon gewinnen, weshalb sie ihren Dolch, ihre erste Waffe und ein Geschenk ihres Vaters Livon, als Wetteinsatz nimmt. Der Junge aber gewinnt, jedoch mittels Magie. Nihal ist sehr wütend darüber und will nun auch die Kunst der Magie erlernen, anfangs nur um sich später einmal rächen zu können, woraufhin Livon sie zu ihrer bis dato unbekannten Tante, der Zauberin Soana, schickt. Dort trifft Nihal auch ihren einstigen Gegner, den äußerst begabten Magieschüler Sennar, wieder. Doch aus dieser anfänglichen Feindschaft entwickelt sich im Laufe des Buches eine immer stärker werdende Freundschaft. Mit Sennars Hilfe besteht sie auch die erste Magieprüfung und wird damit in die Geheimnisse einfacher Zauber eingeweiht. Als sie ihren Vater zu Hause besucht, greift ein Trupp des Tyrannen die Stadt an und tötet Livon vor ihren Augen, ein weiterer Grund für sie, Vergeltung am Tyrannen zu üben. Nihal rächt ihren Vater und wird dabei schwer verletzt, doch ihre Tante Soana und Sennar retten sie. Zuvor erhielt sie von ihrem Vater ein unzerstörbares Schwert aus schwarzem Kristall, ihr ständiger Wegbegleiter. Von ihrer Tante erfährt sie dann, dass sie in Wirklichkeit die letzte Überlebende aus dem Volk der Halbelfen, welches vom Tyrannen ausgerottet wurde, ist. Dies ist ihr vorrangiger Beweggrund ihrer späteren Rache. Auf der darauffolgenden Flucht lernt sie den Geliebten Soanas kennen: Fen. Dieser ist Drachenritter und Nihal verliebt sich in ihn. Er wird zu ihrem größten Vorbild, weshalb sie beschließt, die erste weibliche Drachenritterin zu werden, eigentlich nur um ihre persönlichen Rachegelüste zu stillen. Sennar wird trotz seines geringen Alters in den Rat der Magier aufgenommen und will sich auf eine gefährliche Mission begeben: Er möchte in die Untergetauchte Welt reisen, um diese um militärische Hilfe zu bitten. Nihal wird unterdessen in die Drachenritterakademie aufgenommen und für ihre letzten Prüfungen zu einem Drachenritter-Gnom namens Ido geschickt, wo sie ihren zukünftigen Drachen Oarf kennenlernt, mit dem sie sich, aufgrund eines ähnlichen Schicksals, sehr verbunden fühlt. Nach anfänglichen Schwierigkeiten herrscht bald eine tiefe innere Bindung zwischen Oarf und Nihal. Ido führt ihr aber auf, dass sie aus Hass und Rache kämpft, und will sie deshalb nicht unterrichten. Nachdem sie drei Monate in Frieden bei einer Familie gelebt hatte, kommt Nihal wieder zu ihrem Lehrmeister zurück, um ihre eigentliche Ausbildung zu beginnen.
Im ersten Band geht es hauptsächlich um Nihals innere Konflikte, ihre Identifikation mit sich selbst und die Erkennung ihrer Ziele.

### Band 2: Der Auftrag des Magiers
Nihal trifft auf der Reise einen alten (und einzigen außer Parsel, ihrem früheren Fechtlehrer) Freund Laio aus der Akademie wieder. Er wollte kein Drachenritter mehr werden und ging deswegen fort, stattdessen möchte er Knappe werden. Nihal nimmt ihn mit zu ihrem Lager, um Ido davon zu überzeugen, ihn als Knappen aufzunehmen. Nach anfänglichem Zögern nimmt er ihn auf und Laio leistet ihnen treue Dienste. Nihal wird zum Ritter geschlagen und Ido schenkt ihr zur Ernennung eine Rüstung aus schwarzem Kristall, wie ihr Schwert. Bei einem Kampf begegnet sie Dola, einem Ritter des Tyrannen, und erkennt ihn als Anführer des Trupps, der ihren Vater tötete, wieder. Wie so oft schwört sie ihm Rache. Bei späteren Kämpfen mit ihm erkennt sie, dass er ein Gnom ist und außerdem übermenschliche Fähigkeiten hat, die verwundete Haut automatisch heilen. Laio bekommt einen Brief seines Vaters, der es nicht duldete, in der ältesten Drachenritter-Familie in der Geschichte dieses Ordens einen Knappen zu haben. Laio muss zu ihm reisen und Nihal begleitet ihn. Auf dem Weg dorthin werden sie überfallen und Laio entführt. Nihal wird von einem sonderbaren alten Mann gerettet und mit seiner Hilfe befreit sie Laio. Nach kurzem Streit mit dem Vater reisen sie wieder ab und Laio bleibt Knappe von Ido. Später werden sie ins Land des Wassers versetzt und dort versucht sie, einen Zauber gegen Dola zu finden. Sie fragt eine Nymphe, wo Megisto, ein ehemaliger Magier des Tyrannen, lebt, da er sich am besten mit den verbotenen Zaubern auskennt. Dieser wurde vom Rat der Magier zu einem Stein in einem Wald verzaubert, der nur Nachts ein Mensch wird. Als sie ihn trifft, erkennt sie ihn als den alten Mann, der sie vor den Räubern rettete. Er erklärt ihr, dass der Zauber sehr schwierig ist, und legt ihr ein Siegel auf, damit sie ihn nur einmal, beim Kampf gegen Dola, benutzen kann, sonst würde sie sterben. Bei einem Gefecht schafft sie das auch, aber sie schwor Magisto, Dola nicht zu töten. So wird dieser gefangen genommen, doch er erzählt Dinge über Ido, woraufhin Nihal Ido ausfragt. Er erzählt ihr schließlich, dass er Dolas Bruder ist und wirklich einmal, wie Dola es sagte, an der Front des Tyrannen kämpfte. Er war sogar Thronerbe in seinem Land, aber er erkannte früh genug, dass er etwas Schlechtes tat, und trat dem Kampf gegen den Tyrannen bei. Gleichzeitig wird im Buch von der Reise Sennars berichtet: Nach langer Suche, da bisher kein einziger Mensch, der diese Welt suchte, zurückgekehrt ist, heuert Sennar bei einem Schiff an, das, wie sich später herausstellt, ein Piratenschiff ist. Dort wird er erst schlecht behandelt, doch er setzt sich zur Wehr, weshalb er dann trotzdem geachtet wird. Sie müssen einen heftigen, magischen Sturm überleben, ein riesiges Seemonster besiegen und finden am Ende den Strudel, der in die untergetauchte Welt führt. Dort muss er erst in das Gefängnis, wo er Ondine kennenlernt. Diese wird ihm im Laufe der Geschichte immer vertrauter, doch nachdem er sie küsst, merkt er, dass sein Herz eigentlich für Nihal schlägt. Nachdem er ein Attentat auf den König vereitelt, bewilligt dieser ihm einen Vermittler, der ihn in seine Heimat zurückbegleitet. Nihal und Sennar treffen sich endlich nach langer Zeit wieder und erleben den Rest des Buches gemeinsam. Sie treffen Soana und diese erzählt, dass sie auf ihrer Suche nach ihrer alten Lehrmeisterin Rais Erfolg hatte. Diese möchte Nihal sprechen, doch Soana will sie davon abhalten. Trotzdem besucht Nihal ebendiese und erfährt von ihrem Schicksal, die Welt zu retten. Sie erhält ein Amulett, in das sie alle Elemente dieser Welt einfügen soll, um dann zu den Naturgeistern zu beten, was nur sie als letzte Halbelfe kann, um den Tyrannen zu besiegen. Dies soll sie mithilfe des Hasses schaffen, den sie all die Jahre versuchte zu verdrängen. Als sie zurückkommen, müssen sie gegen ein Heer aus Toten kämpfen, das der Tyrann wiederbelebt hat. Am Ende gibt es nur noch eine Möglichkeit: Nihal muss sich dem Hass hingeben, um die Welt zu retten.

### Band 3: Der Talisman der Macht
Im dritten und letzten Band der Drachenkämpferin geht es um einen Talisman der Mächte, der von den Elfen erschaffen wurde, doch auch Halbelfen können ihn benutzen. So macht sich Nihal auf ins Große Land und sucht mit Sennar und Laio alle Steine für den Talisman zusammen. Doch im Land der Nacht wird Laio von einem Mann des Tyrannen getötet. Später treffen Nihal und Sennar im Land des Feuers Aires, die ihr Piratenleben aufgab und nun am Widerstand gegen den Tyrannen mitkämpft. Im Land der Felsen wird Sennar stark verletzt. Im vermeintlichen Angesicht des Todes gesteht er Nihal seine Liebe, diese kann ihn mit viel Mühe noch retten, doch er ist noch so geschwächt, dass Nihal ihn zurücklassen muss, um ihre Mission zu vollenden. Anschließend wird Sennar gefunden und in die Tyrannenfeste gebracht. Mit dem Talisman besiegt Nihal dann im finalen Kampf den Tyrannen und rettet Sennar aus einem Kerker. Im Epilog, der aus Sennars Sicht geschrieben ist, wird gesagt, dass Nihal und Sennar die Aufgetauchte Welt verlassen wollen, um in Frieden zu leben.

### Epilog: Nihals Vermächtnis (Le storie perdute)
Die Halbelfe Nihal, welche die Aufgetauchte Welt vom Tyrannen befreite, ist ins Reich der Legenden und Sagen übergegangen. Hinter vorgehaltener Hand erzählen die Eltern ihren Kindern die Geschichten der Kriegerin. An die Existenz von Nihal glaubt jedoch keiner mehr.
Bis in einer stürmischen Winternacht ein geheimnisvoller Barde in einer Taverne auftaucht, welcher Geheimnisse aus Nihals Leben kennt. Und beginnt, nie gehörte und gekannte Bruchstücke aus Nihals Leben zu erzählen. Eingeleitet werden die einzelnen Passagen durch passende Strophen des Barden, die einen Eindruck dessen vermitteln sollen, was die anderen Gäste in der Taverne zu hören bekommen.

## Charaktere
Heldin:
Nihal ist die letzte Halbelfin, nachdem "der Tyrann" ihr gesamtes Volk gewaltsam auslöschte. Sie wurde als Säugling von den Zauberinnen Rais und Soana gerettet und wuchs im Land des Windes bei Soana's Bruder auf, welcher ihr als Waffenschmied die Grundlagen des Schwertkampfes beibringt. Ihre wahre Herkunft wird ihr aber von ihrem Ziehvater verheimlicht. Schon von klein auf hat Nihal das Ziel, Kriegerin zu werden.
Sie fällt als Halbelfe sehr durch ihre blauen Haare, ihre violetten Augen und ihre spitzen Ohren auf. Sie ist sehr ehrgeizig und gut im Umgang mit dem Schwert.
Gefährten:
- Soana, eine Zauberin, die Sennar und Nihal in Magie unterrichtet.
- Sennar, ein junger sehr begabter Zauberer und guter Freund von Nihal
- Laio, ein Freund von Nihal

## Liste der Steine
| Land             | Ort                          | Name des Naturgeistes |
| ---------------- | ---------------------------- | --------------------- |
| Land des Wassers | Sümpfe                       | Ael                   |
| Land des Meeres  | Lamar-Bucht                  | Sareph                |
| Land der Sonne   | Sershet-Berge                | Glael                 |
| Land der Tage    | Ausläufer der Großen Wüste   | Thoolan               |
| Land der Nacht   | Höhle                        | Goriar                |
| Land des Feuers  | Lava-Insel                   | Flar                  |
| Land der Felsen  | Unter dem Steinwald          | Tareph                |
| Land des Windes  | Vater des Waldes im Bannwald | Mawas                 |

## Weitere Publikationen
Neben den drei Büchern ist in Italien auch ein bebildertes Buch erschienen unter dem Titel „Le Creature del Mondo Emerso“ (dt.: „Die Kreaturen der aufgetauchten Welt“). Es enthält Illustrationen und Texte zu Personen, Kreaturen und Orte aus der aufgetauchten Welt.
Außerdem wird von Panini ein Comic unter dem Titel „Cronache dal Mondo Emerso“ (dt.: „Chroniken der aufgetauchten Welt“) vertrieben. Es handelt von den Abenteuern von Nihal und ist wahrscheinlich eine Adaption der ersten Trilogie.

## Fortsetzung

### Die Schattenkämpferin
Kurzinfo Die Schattenkämpferin Trilogie:
Der Große Krieg ist seit vierzig Jahren vorüber. Die blutrünstige Gilde der Assassinen will den Tyrannen wieder auferstehen lassen und die Aufgetauchte Welt gänzlich unterwerfen. Für dieses Ziel hat sich die mörderische Sekte ein junges Mädchen als Werkzeug auserkoren: DUBHE, die Schattenkämpferin. Doch die hat ganz andere Pläne …
- Le guerre del mondo emerso, Trilogie, erschienen unter dem deutschen Titel „Die Schattenkämpferin“:

Teil 1: La setta degli assassini [2006], deutsch „Das Erbe der Drachen“, 2008. ISBN 978-3-64103389-7
Teil 2: Le due guerriere [2007], deutsch „Das Siegel des Todes“, 2008. ISBN 978-3-45353342-4
Teil 3: Un nuovo regno [2007], deutsch „Der Fluch der Assassinen“, 2009. ISBN 978-3-453-26565-3

#### Charaktere
Heldin: Dubhe, eine Sterbliche
Gefährten:
- Sarnek
- Lonerin
- Learco

### Die Feuerkämpferin
Kurzinfo Die Feuerkämpferin Trilogie:
In der Aufgetauchten Welt wütet eine tödliche Seuche, die angeblich von den Elfen verbreitet wird. San, der Enkelsohn Nihals und Sennars kehrt in die Aufgetauchte Welt zurück. Ein Mädchen, das seine Herkunft nicht kennt und sein Gedächtnis verloren zu haben scheint, gerät in den Sog der Geschehnisse: Adhara, die Feuerkämpferin, muss erkennen, dass sie als Spielball dunkler Mächte dienen soll …
- Le leggende del mondo emerso, Trilogie, erschienen unter dem deutschen Titel „Die Feuerkämpferin“

Teil 1: Il destino di Adhara [2008], deutsch: „Im Bann der Wächter“. 2010. ISBN 978-3-45353366-0
Teil 2: Figlia del sangue [2009], deutsch „Tochter des Bluts“. 2011. ISBN 978-3-45353407-0
Teil 3: Gli ultimi eroi [2010], deutsch „Im Land der Elfen“. 2012. ISBN 978-3-45326621-6

#### Charaktere
Heldin: Adhara, ein mädchenhaftes Wesen ohne Vergangenheit
Gefährten:
- Amhal
- Amina
- Adrass

## Buchausgaben

### Gebundene Ausgaben
- Licia Troisi: Die Drachenkämpferin – Im Land des Windes. Heyne, München 2006, ISBN 978-3-453-53028-7 (Originaltitel: Cronache del mondo emerso – Nihal della terra del vento. Übersetzt von Bruno Genzler).
- Licia Troisi: Die Drachenkämpferin – Der Auftrag des Magiers. Heyne, München 2007, ISBN 978-3-453-26534-9 (Originaltitel: Cronache del mondo emerso – La missione di Sennar. Übersetzt von Bruno Genzler).
- Licia Troisi: Die Drachenkämpferin – Der Talisman der Macht. Heyne, München 2007, ISBN 978-3-453-26535-6 (Originaltitel: Cronache del mondo emerso – Il talismano del potere. Übersetzt von Bruno Genzler).

### Taschenbücher
- Licia Troisi: Die Drachenkämpferin – Im Land des Windes. Heyne, München 2008, ISBN 978-3-453-53269-4 (Originaltitel: Cronache del mondo emerso – Nihal della terra del vento. Übersetzt von Bruno Genzler).
- Licia Troisi: Die Drachenkämpferin – Der Auftrag des Magiers. Heyne, München 2008, ISBN 978-3-453-53289-2 (Originaltitel: Cronache del mondo emerso – La missione di Sennar. Übersetzt von Bruno Genzler).
- Licia Troisi: Die Drachenkämpferin – Der Talisman der Macht. Heyne, München 2009, ISBN 978-3-453-53303-5 (Originaltitel: Cronache del mondo emerso – Il talismano del potere. Übersetzt von Bruno Genzler).

- Licia Troisi: Die Drachenkämpferin: Die komplette Trilogie. Heyne, München 2012, ISBN 978-3-453-53358-5.